# Кривеньке

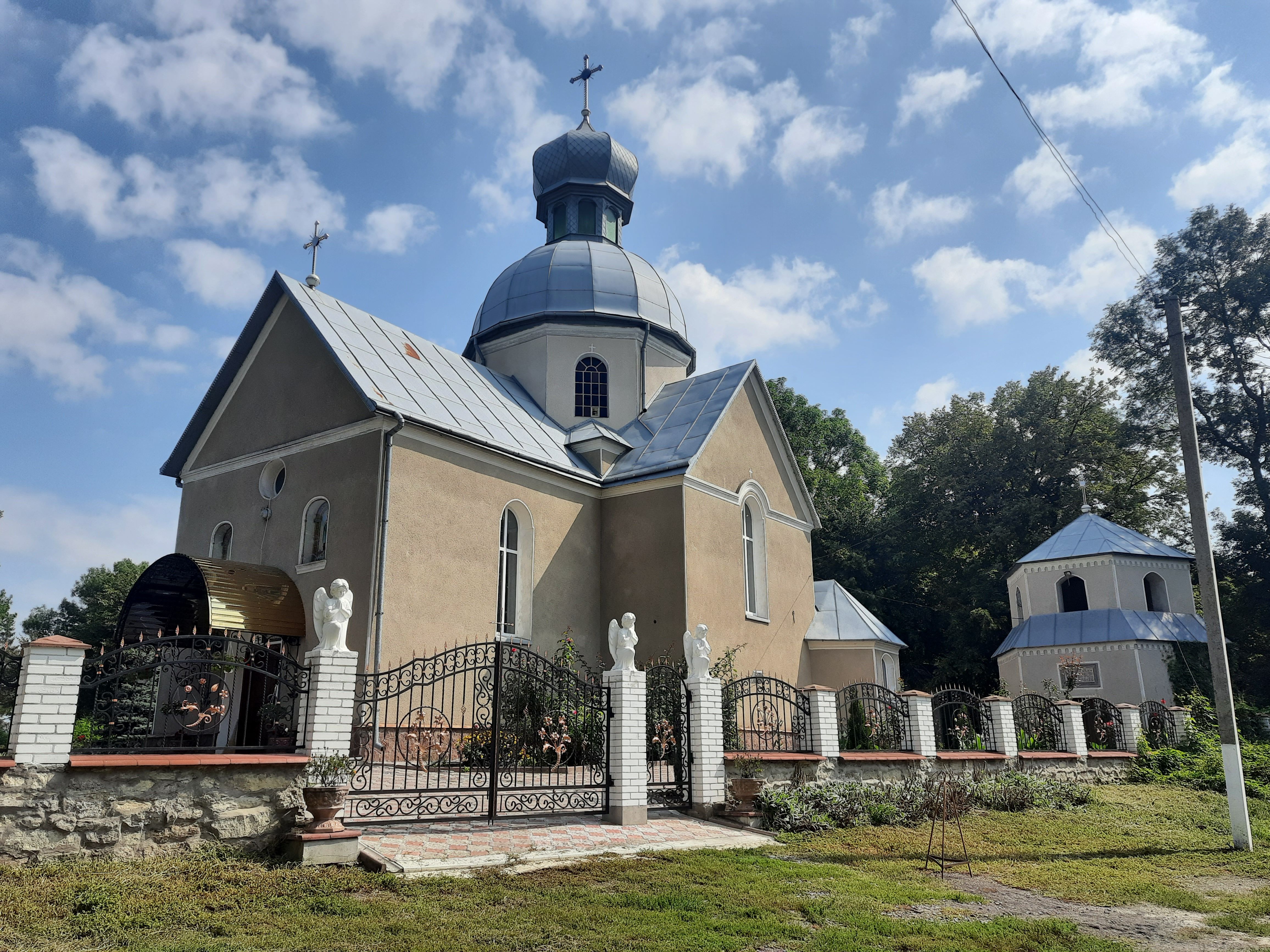
Церква Усікновення Голови Святого Івана Хрестителя

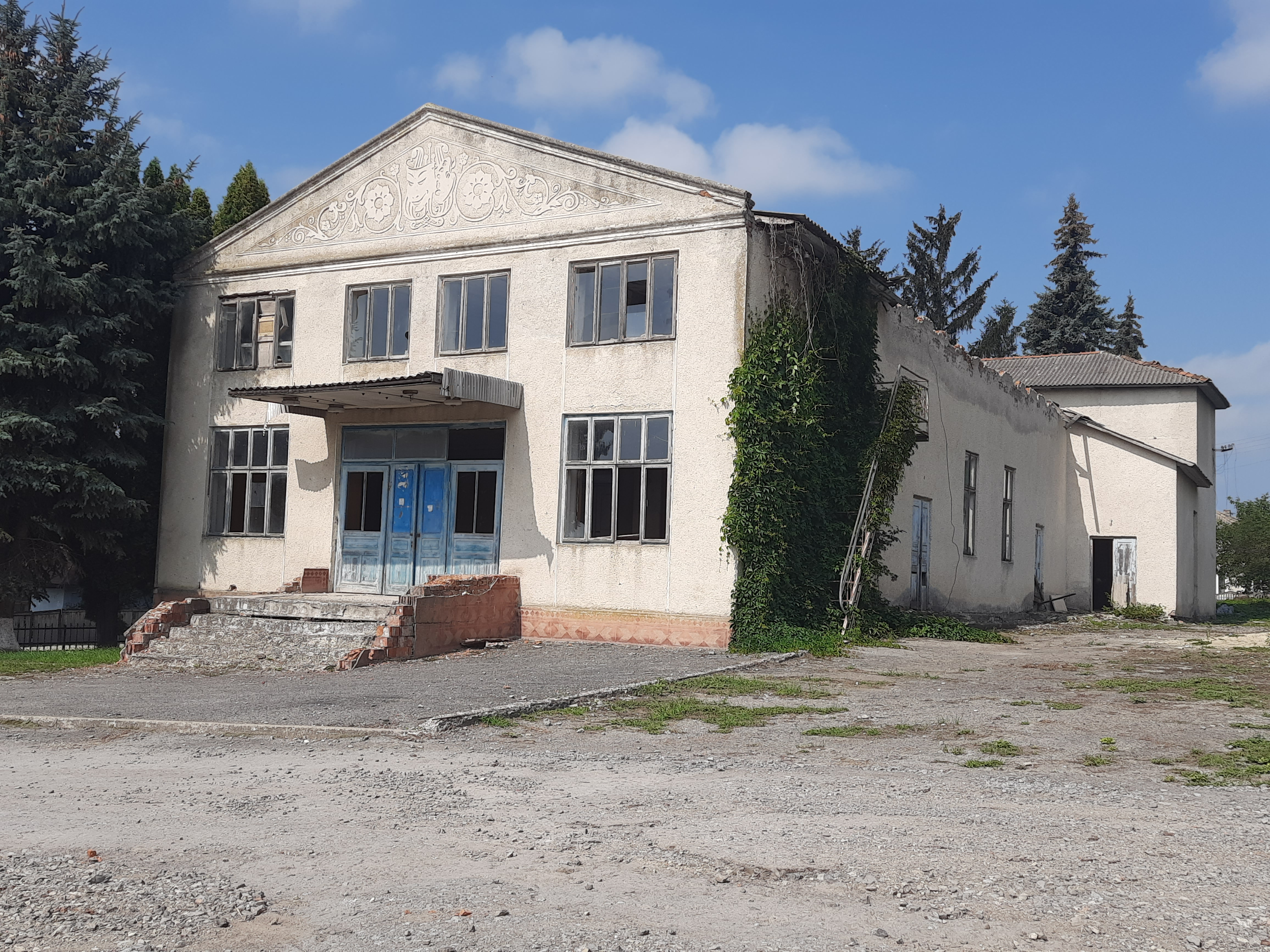
Клуб

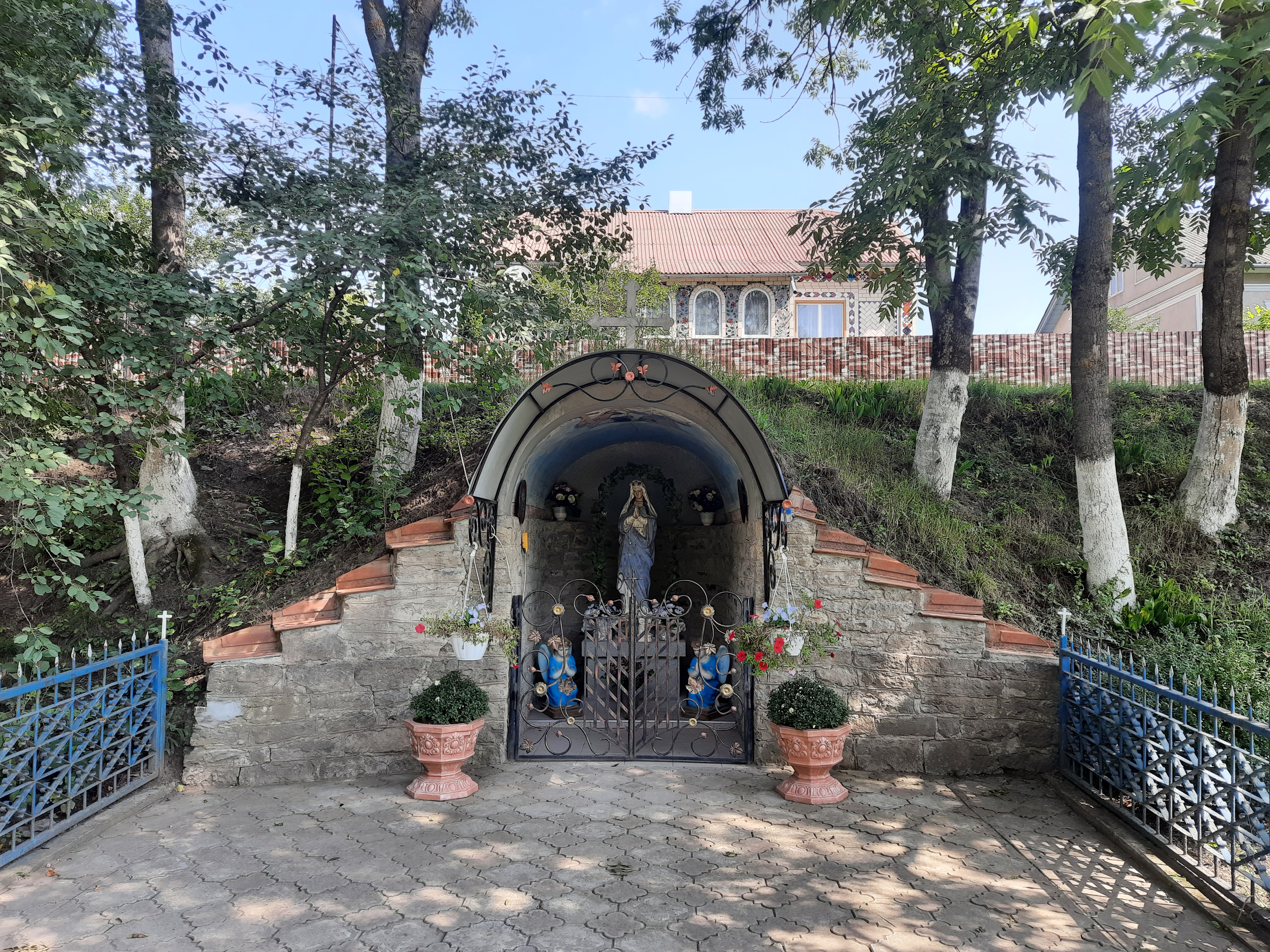
Придорожня капличка

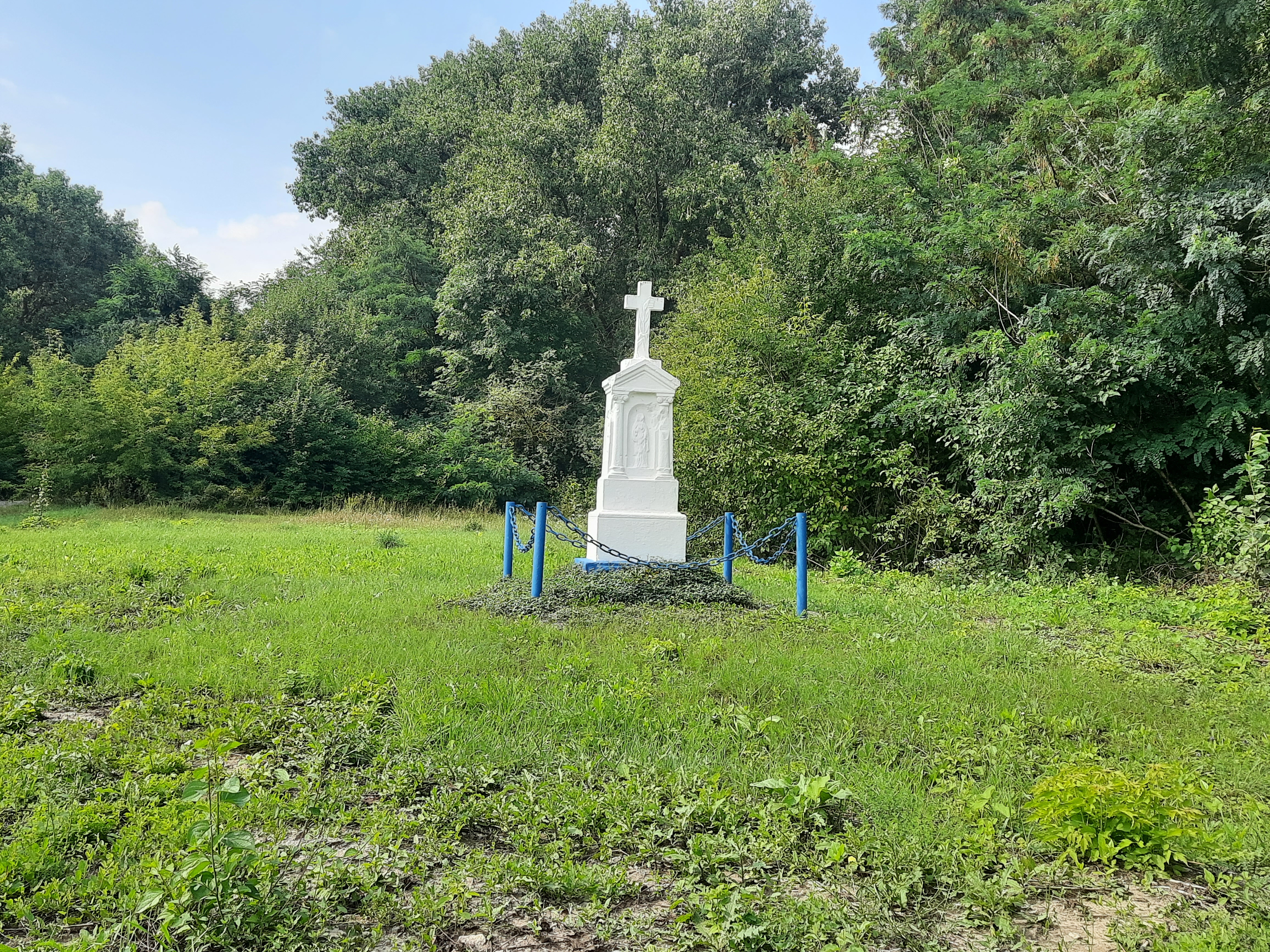
Пам'ятний хрест.

Криве́ньке — село в Україні, Тернопільська область, Чортківський район, Гусятинська селищна громада. До 2020 адміністративний центр колишньої Кривеньківської сільради, якій було підпорядковане с. Васильків.

## Розташування
Розташоване на лівому березі р. Кривчик (Кривенький, права притока Збруча, басейн Дністра), за 36 км від районного центру і 12 км від найближчої залізничної станції Гадинківці.
Західна частина Кривенького називається Опарщина, це — найстаріша з вулиць, де здалеку виднілися тополі; центр села — Село, східна частина — Заболотівка, На горбі, паралельно центральній вулиці — вулиця Гора, забудована в другій половині XIX ст. Поля на північ від Кривенького мали назви: Перші, Другі, Треті та Четверті гони, а далі Лісовина; на північний захід — Кернички, Горб, Зади, на південь — Пріски, Берестки, Млаки, Палямарова Долина, на схід — Балова Долина. Також на схід від села є каменоломні (Кривчик).

## Історія
Перша письмова про населений пункт згадка запис польського короля на село Криве, Скальського повіту для Анджея з Бабшина, від 17 липня 1413 року.
На подвір'ї Дмитра Миколаєвича в Кривенькому разом із грубим череп'ям виявлено поховання в урнах і монети римських часів II ст. Знахідку передано до Національного історичного музею у Львові. Село має вигляд ланцюгового поселення, розташованого на пагорбі на північ від р. Кривчик (Кривенький).
Були тут і родовища глини, але непридатної до гончарських виробів.
1761 — Кривеньке спалили татари. Після цього нападу вціліли менше сорока хат.
За переказами, у селі перебували війська гетьмана Богдана Хмельницького, які очолював полковник Іван Богун.
У день скасування панщини (1848) кривеньчани посадили чотири ясени, один з них зберігся донині.
У 1889—1892 pp. проводив археологічні розкопки Готфрид Оссовський.
У селі в 1900 р. — 1496 жителів, 1910—1443, 1921—1219, 1931—1270 жителів; у 1921 р. — 259, 1931—271 двір.
Від 1920 року Кривеньке — під владою Польщі.
Протягом 1920—1938 роках понад 100 жителів села еміґрували в Канаду, Арґентину, США.
Під час пацифікації 1930 році польська каральна експедиція знищила частково будівлі, майно жителів, 700 книг у бібліотеці; в кооперативі — крам.
У 1930-х роках у Кривенькому діяв осередок ОУН.
13 липня 1939 р. польська влада заарештувала Степана Вороха (нар. 1921).
На поч. 1941 року органи НКВС заарештували і розстріляли в Чортківській тюрмі Омеляна Бережанського, Василя Остапчука, Івана Третяка, Володимира та Зеновія Федьківих. Цього ж року в Чортківській та Уманській (Черкащина) тюрмах закатовані Б. Капій, В. Марак, М. Мотика, О. Остапчук, Б. Шмата та інші місцеві жителі.
1940—1941 роках більшість членів повітової ОУН знищено, проведено масові арешти учасників колишніх громадських організацій.
12 липня 1942 року із села відправлено для участі в бойових діях проти нацистів на Волині Павла Вороха і Степана Мушія.
4 квітня 1944 року під час відступу нацистські окупанти разом із поляками підпалили село (згоріло сто п'ятдесят хат), розстріляли 27 осіб, серед них:
- Семко Андрусик,
- Степан Дудка,
- Петро Кузь,
- Василь Мандзюк,
- Яким Марак,
- Анна Мушій,
- Степан Попіль,
- Семко Рогатинський,
- Іван Савула,
- Іван Третяк,
- Дмитро Федорейко,
- Віра Федорейко,
- Павло Федорейко,
- Петро Червоняк,
- Микола Червоняк,
- Анна Червоняк

На початку XX ст. вчителем у Кривенькому працював Василь Шмата, який у 1918 році вступив добровольцем до УГА і командував сотнею кулеметників. Після війни працював у кооперації.
Після війни учителем та керівником школи працював Василь Остапчук.
21 жовтня 1944 року в Кривеньке (тоді належало до Пробіжнянського району і перебувало під впливом Копичинецького проводу ОУН) прибула група енкаведистів для виселення сімей членів ОУН та вояків УПА. Задумане не вдалося здійснити: розташована у селі боївка ОУН напала на ворожу групу, вбила трьох і поранила кілька бійців. В УПА і СКВ загинули 40 осіб із села:
- Максим Байдак,
- Андрій Бойчук,
- Микола Бойчук,
- Василь Венгерчук,
- Іван Ворох,
- Павло Ворохи,
- Петро Гукалюк,
- Михайло Дмитрук,
- Іван Мандзюк,
- Михайло Марак,
- Василь Миколайчук,
- Роман Мелимука,
- Михайло Мотика,
- Лідія Остапчук,
- Степан Остапчуки,
- Василь Данило,
- Іван Паламар,
- Микола Паламар,
- Степан Храпливий,
- Мирослав Червоняк,
- Василь Щур.

У 1947 році емдебісти замордували Ліду Остапчук (нар. 1925). Із Кривенького на Далекий Схід, у Сибір і Казахстан були виселені 22 сім'ї:
- Йосипа Вороха,
- Максима Капустяника,
- Марія Миколаєвич,
- Павло Миколаєвич,
- Текля Музик,
- Іван Мушій,
- Корнило Паламар,
- Анна Стойко,
- Марія Шмат.

12 червня 2020 року, відповідно до розпорядження Кабінету Міністрів України № 724-р «Про визначення адміністративних центрів та затвердження територій територіальних громад Тернопільської області» увійшло до складу Гусятинської селищної громади.
19 липня 2020 року, в результаті адміністративно-територіальної реформи та ліквідації Гусятинського району, село увійшло до складу новоутвореного Чортківського району.

## Релігія
- церква Усікновення голови святого Івана Хрестителя (УГКЦ; 1757; мурована; перебудована у 1987)

У селі є каплиця (2001; мурована).

## Пам'ятники
Споруджено:
- пам'ятники воїнам-односельцям, полеглим у німецько-радянській війні (1969),
- Борцям за волю України (1991; реконструйовано 1986—1987),
- Т. Шевченку (1990);
- відновлено
  - хрест на честь скасування панщини (1988 р.).

## Населення
| Чисельність населення, чол. | Чисельність населення, чол. | Чисельність населення, чол. | Чисельність населення, чол. | Чисельність населення, чол. | Чисельність населення, чол. | Чисельність населення, чол. |
| 1785                        | 1900                        | 1910                        | 1921                        | 1931                        | 2014                        | 2018                        |
| --------------------------- | --------------------------- | --------------------------- | --------------------------- | --------------------------- | --------------------------- | --------------------------- |
| 230                         | 1496                        | 1443                        | 1219                        | 1270                        | 393                         | 414                         |

### Мова
Розподіл населення за рідною мовою за даними перепису 2001 року:
| Мова       | Кількість | Відсоток |
| ---------- | --------- | -------- |
| українська | 527       | 99.62%   |
| російська  | 2         | 0.38%    |
| Усього     | 529       | 100%     |

## Соціальна сфера, господарство
У першій половині XX ст. в селі був панський фільварок поляка Віктора Маковецького (на Опарщині). Після Першої світової війни близько 200 морґів двірського поля розпарцельовано між місцевими селянами. У Кривенькому діяли два водяних млини на р. Кривчик, недалеко фільварку Маковецьких функціонувала ґуральня — власність дідичів, знищена під Першої світової війни. До цієї ж війни була корчма, яку в 1914 році. розвалили солдати цісарської армії.
У центрі Кривенького побудовано (1923) приміщення читальні «Просвіти» з глядацькою залою, бібліотекою; діяв аматорський театральний гурток (режисер — аматор Лука Кузь). У будинку читальні розміщувалася споживча кооперація «Хлібороб».
Упродовж 1920—1930-х років функціонували філії товариств «Рідна школа», «Просвіта», «Союз Українок», «Сокіл», «Луг», «Стріла», Сільський господар та інших. Працювала машинова кооперація, котра закупила для своїх членів сівалку, моторову молотарку, трієр та спіральну машину для очищування насіння зерна.
Навесні 1947 року в селі примусово організовано колгосп (голова правління Василь Мандзюк).
У 1950-ті роках в Кривенькому діяли семирічна школа, ФАП, клуб, бібліотека, музей. Село радіофіковане й електрифіковане. За десять років збудовано понад 200 добротних хат. Функціонували промислова та продовольча крамниці, побутові майстерні. В 1959 році закладено колгоспний сад; у 1967—1968 роках — парк.
Нині працюють школа, Будинок культури, бібліотека, амбулаторія загальної практики та сімейної медицини, музей історії села, ААГ «Кривеньківське», ПМП «Олімпія», фермерське господарство «Пшеничний рай».

## Мовні особливості
У селі побутує говірка наддністрянського говору. До «Наддністрянського реґіонального словника» внесено такі слова та фразеологізми, вживані у Кривенькому:
- а-са-де (уживають, щоб відігнати свиню)
- бомкі (смуги трави, яка залишилася нескошеною)
- віхтоть (устілка (чобота)
- віядла (частина верстрата; пристрій для намотування ниток)
- возівня (приміщення для воза)
- ги-де (уживають, щоб відігнати корів)
- дзвіржон (вид вулика)
- дзерно (зерно)
- дуга (райдуга, веселка)
- заденка (задня чи передня частина кошика, який накладають на драбини)
- зюбенька (торба, у якій дорогою дають коням сіно)
- кіскати (ворати вдруге)
- конопляниско (місце, де росли коноплі)
- куць-ко (уживають, щоб підкреслити свиней)
- левачка (поливальниця)
- лезо (вістря коси)
- луска (ряска)
- метелиця (метелиця, заметіль, хуртовина)
- острішок (пліт із дашком)
- перемичка (перенісся)
- пістригати (підстригати)
- п’ятнацітки
- скрут (поворотна подушка передньої частини воза)
- соголовкі (дорога поперек поля)
- сокалька (сорт картоплі)
- тася-де (уживають, щоб відігнати качок)
- трина (відходи після молотьби)

## Відомі люди

### Народилися
- Богдан Лепкий (1872—1941) — український поет, прозаїк, літературознавець, критик, перекладач, історик літератури, видавець, публіцист, громадсько-культурний діяч, художник.
- Іван Байдак (1897—1971) — військовик, громадський діяч (Канада);
- Марія Вівчарик (21 липня 1925 —18 лютого 2018) — українська громадська діячка, багатолітня член ОУН, станична ОУН, в'язень радянських концтаборів, член Всеукраїнського товариства політичних в'язнів і репресованих[1]. Лицарка ордена княгині Ольги III ступеня[2]
- Степан Ворох (1921—2002) — лікар, громадський діяч, меценат (США);
- Андрій Горняткевич (нар. 1937) — вчений-україніст, видавець, громадський діяч;
- Дарія Горняткевич (1902-1994) — педагог, громадська діячка;
- Богдан Данко (1929—2010) — бібліотекар, громадський діяч;
- Дерень Тарас Володимирович (1938-2020) — військовик, полковник;
- Василь Стрільчик (?—?) — релігійний діяч;
- Микола Стрільчик (1895—1937) — учасник національно-визвольних змагань, педагог, художник-декоратор;
- Микола Федорейко[9]
- Анатолій Фуг (нар. 1965) — економіст, громадський діяч;
- Василь Шмата (1889—1956) — учасник національно-визвольних змагань, громадський діяч (США).

У Кривенькому перебував поет Андрій Малишко.